# Kabinett Hans Brunhart IV
Das Kabinett Hans Brunhart IV war vom 5. Juni 1989 bis zum 26. Mai 1993 die 16. amtierende Regierung des Fürstentums Liechtenstein unter Vorsitz von Hans Brunhart (VU) in seiner vierten und letzten Amtszeit als Regierungschef.
Der Wahl 1989 vorausgegangen war die sogenannte «Staatsgerichtshofaffäre». Die FBP hatte eine Parlamentarische Untersuchungskommission rund um die merkwürdigen Vorgänge um das Kunsthaus gefordert, die bereits fünf Jahre zurücklagen. Die VU als Mehrheitspartei stimmte diesem Anliegen nicht zu, woraufhin die Abgeordneten der FBP den Landtagssaal verließen und den Landtag handlungsunfähig machte. Mit der Vollmacht des Erbprinzen Hans-Adam löste Regierungschef Hans Brunhart den Landtag auf. Es gab vorgezogene Neuwahlen.
Nach der Landtagswahl am 5. März 1989 bildeten die Vaterländische Union (VU) und die Fortschrittliche Bürgerpartei (FBP) trotzdem wieder eine Koalitionsregierung, die im Landtag des Fürstentums Liechtenstein zusammen alle 25 Sitze einnahm.
Die Amtszeit der Regierung war von einer weiteren außenpolitischen Öffnung geprägt: Das Land trat 1990 den Vereinten Nationen und 1991 der Europäischen Freihandelsassoziation (EFTA) bei. Im Vorfeld der Abstimmung über den Beitritt zum Europäischen Wirtschaftsraum (EWR) kam es am 28. Oktober 1992 zu einer Staatskrise, da sich Fürst und Regierung nicht einig über den Abstimmungstermin für die Volksabstimmung über den EWR-Beitritt wurden. Der Grund für den Konflikt lag darin, dass die Abstimmung auch das Verhältnis zwischen der Schweiz und Liechtenstein berührte. Während Hans-Adam II. einen Termin vor der Abstimmung in der Schweiz forderte und mit Auflösung des Landtags, Entlassung der Regierung und einem Notverordnungsregime drohte, favorisierte die Regierung einen Termin nach der Abstimmung in der Schweiz. Ein spontan gegründetes «Überparteiliches Komitee für Monarchie und Demokratie» rief zu einer gegen dieses Vorhaben gerichteten Demonstration vor dem Regierungsgebäude auf (rund 2000 Teilnehmer) und unternahm einen Vermittlungsversuch. Schließlich einigten sich Fürst und Regierung darauf, die Abstimmung nach dem Termin in der Schweiz stattfinden zu lassen, gaben aber gleichzeitig ein Bekenntnis zum EWR-Abkommen unabhängig vom Abstimmungsausgang in der Schweiz. Während die Schweiz den EWR-Beitritt schließlich ablehnte, stimmten die Liechtensteiner am 11./13. Dezember 1992 mit 55,8 Prozent für den Beitritt. Der endgültige Beitritt zum EWR erfolgte am 1. Mai 1995, nachdem in einer weiteren Volksabstimmung notwendige Vertragsanpassungen mit der Schweiz gutgeheißen worden waren. 
Für nach dem 18. März 1965 gebildete Regierungen gilt gemäss Artikel 79 der Verfassung des Fürstentums Liechtenstein, dass sie stets fünfköpfige Kollegialregierungen sind, bestehend aus einem Regierungschef als primus inter pares und vier Regierungsräten, von denen einer zum Regierungschef-Stellvertreter bestimmt wird. Aus jedem der beiden Landschaften Oberland und Unterland müssen wenigstens zwei Regierungsmitglieder kommen. Ernannt und entlassen werden sie vom Landesfürsten, die reguläre Amtsperiode beträgt vier Jahre.

## Kabinettsmitglieder
|                               | Bild                                        | Name            | Amtszeit                    | Landschaft | Ressort                                                                           |
| Regierungschef                |                                             |                 |                             |            |                                                                                   |
|                               | Regierungschef Hans Brunhart                | Hans Brunhart   | 5. Juni 1989 – 26. Mai 1993 | Oberland   | - Präsidium - Äusseres - Bildungswesen - Finanzen - Bauwesen                      |
| Regierungschef-Stellvertreter |                                             |                 |                             |            |                                                                                   |
|                               | Regierungschef-Stellvertreter Herbert Wille | Herbert Wille   | 5. Juni 1989 – 26. Mai 1993 | Oberland   | - Inneres - Kultur, Jugend und Sport - Land-, Forstwirtschaft und Umwelt - Justiz |
| Regierungsräte                |                                             |                 |                             |            |                                                                                   |
|                               | Regierungsrat Peter Wolff                   | Peter Wolff     | 5. Juni 1989 – 26. Mai 1993 | Oberland   | - Sozial- und Gesundheitswesen                                                    |
|                               | Regierungsrat Réne Ritter                   | Réne Ritter     | 5. Juni 1989 – 26. Mai 1993 | Unterland  | - Wirtschaft                                                                      |
|                               | Regierungsrat Wilfried Büchel               | Wilfried Büchel | 5. Juni 1989 – 26. Mai 1993 | Unterland  | - Verkehr                                                                         |